# Chimarra australis
Chimarra australis är en nattsländeart som beskrevs av Navás 1923. Chimarra australis ingår i släktet Chimarra och familjen stengömmenattsländor. Inga underarter finns listade i Catalogue of Life.